# Kevin Quintero
Kevin Santiago Quintero Chavarro (Palmira, Valle del Cauca, 28 de octubre de 1998), más conocido como Kevin Quintero es un ciclista colombiano de ciclismo en pista. Kevin Quintero es uno de los ciclistas de pista más importantes en la actualidad, y se ha destacado en varias modalidades del ciclismo de pista.
En 2021, obtuvo el séptimo puesto en Velocidad Masculina en la primera Liga de Campeones de Ciclismo en Pista de la UCI. Posteriormente, se proclamó como campeón mundial en la modalidad de Keirin en el Campeonato Mundial de Ciclismo en Pista que se celebró en Glasgow.

## Palmarés
| 2016 - Campeonato de Colombia de Ciclismo en Pista - Bronce en Velocidad por equipos (junto con Samir Cambindo y Cristian Tamayo) 2017 - Campeonato de Colombia de Ciclismo en Pista - Bronce en Keirin - Bronce en Velocidad por equipos (junto con Walter González y Jhonnier Hernández) 2018 - Campeonato Panamericano de Ciclismo - Plata en Kilómetro contrarreloj - Bronce en Keirin - Bronce en Velocidad individual - Plata en Velocidad por equipos (junto con Rubén Murillo y Santiago Ramírez) - Ciclismo en los Juegos Suramericanos - Bronce en Velocidad individual - Oro en Velocidad por equipos (junto con Fabián Puerta y Rubén Murillo) - Juegos Centroamericanos y del Caribe - Bronce en Velocidad por equipos (junto con Fabián Puerta, Rubén Murillo y Anderson Parra) - Campeonato de Colombia de Ciclismo en Pista - Oro en Kilómetro contrarreloj - Oro en Velocidad individual - Bronce en Velocidad por equipos (junto con Samir Cambindo y Jhonnier Hernández) 2019 - Campeonato Panamericano de Ciclismo - Oro en Kilómetro contrarreloj - Oro en Keirin - Bronce en Velocidad individual - Campeonato de Colombia de Ciclismo en Pista - Plata en Kilómetro contrarreloj - Oro en Keirin - Oro en Velocidad individual - Bronce en Velocidad por equipos (junto con Samir Cambindo y Cristian Tamayo) - Copa del Mundo de ciclismo en pista de 2019-2020 - Oro en Keirin (parada de Australia, Brisbane) - Plata en Keirin (parada de Canadá, Milton) | 2021 - Campeonato Panamericano de Ciclismo - Oro en Kilómetro contrarreloj - Oro en Keirin - Oro en Velocidad individual - Oro en Velocidad por equipos (junto con Rubén Murillo y Santiago Ramírez) - Copa de Naciones de Cilclismo en Pista 2021 - Plata en Keirin (parada de Colombia, Cali) - Plata en Velocidad individual (parada de Colombia, Cali) - Plata en Velocidad por equipos (parada de Colombia, Cali) - Primero en la clasificación en Keirin - Primero en la clasificación en Velocidad individual |